# Cajado

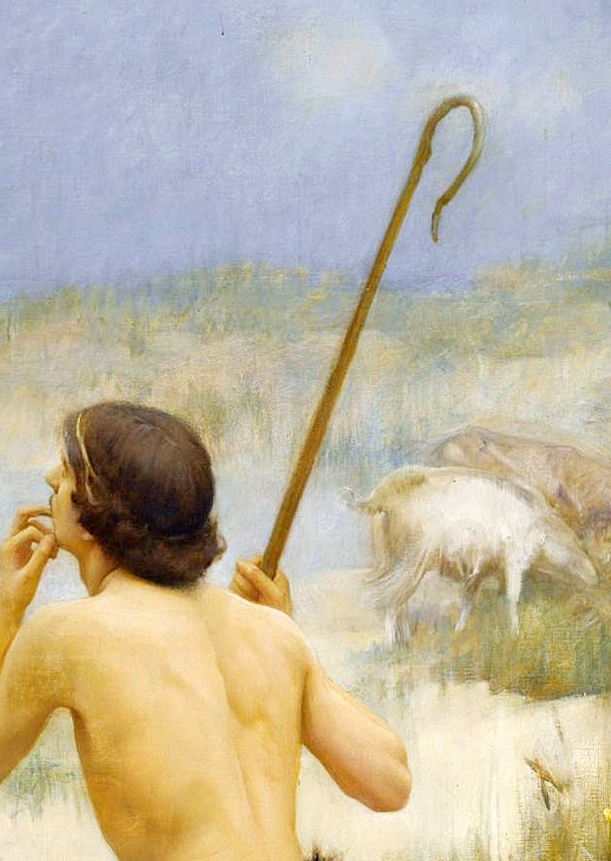
Um pastor com seu cajado, em pintura de Arthur Hacker (1858-1919).

Um cajado é uma espécie de vara comumente utilizada para pastoreio, cuja característica definidora é a extremidade superior recurvada em forma de gancho ou semicírculo, a fim permitir puxar as pernas dos animais. Na antiguidade muitos estudiosos, mestres, autoridades e tantos outros utilizavam cajados como um instrumento simbólico de poder.[carece de fontes?]

## Na Bíblia
A figura do cajado é recorrente em diversos trechos da Bíblia. Nos Salmos, por exemplo, afirma-se que a vara e o cajado do pastor o consolam em todos os momentos da vida (Sl 23.1).